# 풍덕동
풍덕동(豊德洞)은 대한민국 전라남도 순천시의 동이다.

## 개요
풍덕동은 본래 순천군 장평면 지역으로서 1914년 일제의 행정구역 폐합에 따라 소안면의 신기리, 풍덕리, 상평리, 해촌면의 연향리, 마산리 및 도리면의 오산리, 오림리 각 일부를 병합 ‘풍덕리’라 하여 순천면에 편입하고, 1931년 11월 1일 순천읍에 속했으며, 1949년 8월 15일 지방자치제 시행에 따라 순천부가 순천시로 바뀌고 동제 실시로 ‘풍덕동’이라 하여 현재에 이르고 있다.

## 법정동
- 풍덕동

## 교육
- 순천중앙초등학교
- 순천남산초등학교
- 순천남산중학교
- 순천풍덕중학교

## 대형마트
- 홈플러스 순천풍덕점